# Hinganghat
Hinganghat es una ciudad y  municipio situada en el distrito de Wardha en el estado de Maharashtra (India). Su población es de 101805 habitantes (2011). Se encuentra a 30 km de Wardha y a 97 km de Nagpur. 

## Demografía
Según el censo de 2011 la población de Hinganghat era de 101805 habitantes, de los cuales 52577 eran hombres y 49228 eran mujeres. Arvi tiene una tasa media de alfabetización del 93,25%, superior a la media estatal del 82,34%: la alfabetización masculina es del 96,70%, y la alfabetización femenina del 89,58%.